# (130283) Elizabethgraham
(130283) Elizabethgraham est un astéroïde de la ceinture principale.

## Description
(130283) Elizabethgraham est un astéroïde de la ceinture principale. Il fut découvert le 4 mars 2000 à Lac Tekapo par Nigel Brady. Il présente une orbite caractérisée par un demi-grand axe de 3,12 UA, une excentricité de 0,07 et une inclinaison de 17,2° par rapport à l'écliptique.